# Kristín Aðalbjörg Árnadóttir
En aquest nom islandès, el darrer nom és un patronímic, no pas un cognom. La manera de referir-se a aquesta persona és pel nom de pila.
Kristín Aðalbjörg Árnadóttir (Islàndia, 18 de març de 1957) és una periodista, activista, política i diplomàtica islandesa.

## Trajectòria
Llicenciada en Arts per la Universitat d'Islàndia el 1987, amb formació d'anglès i comunicació de masses, i Màster d'Arts en Administració Pública i Governança, per la Universitat de Syracuse, als EUA, des de l'1 de gener de 2018 és ambaixadora d'igualtat de gènere al Ministeri d'Afers Exteriors a Reykjavík.
Des de fa vuit anys ha exercit com a ambaixadora d'Islàndia en nombrosos països. Resident a Hèlsinki Finlàndia, entre el 2013 i el 2018, també acreditada a Estònia, Letònia, Lituània i Ucraïna. Ambaixadora a la Xina, a Pequín, entre el 2010 i el 2013, abastant a Austràlia, Cambodja, Laos, Mongòlia, Nova Zelanda, Corea del Nord, Corea del Sud, Tailàndia i Vietnam.
Abans, al Ministeri d'Afers Exteriors, va exercir com a directora de l'Oficina de Comunicació i Cultura, directora de l'Oficina de Gestió Executiva i secretària permanent adjunta, i fou enviada especial i gestora de campanyes per a la primera candidatura d'Islàndia a l'ONU per al Consell de Seguretat de les Nacions Unides el 2008.
Anteriorment, durant més d'una dècada entre els anys 1994 i 2006, va ocupar diversos càrrecs a la ciutat de Reykjavík, com a assessora política de l'alcalde, directora de la Secretaria de l'alcalde i directora de desenvolupament organitzatiu, serveis i informació, durant el govern de cinc alcaldes. El 2006 va assistir a l'equip de lideratge de la Iniciativa de Ciutats Mil·lenàries africanes de l'ONU, dirigida pel doctor Jeffrey M. Sachs, centrada principalment en el potencial i la utilització d'energia geotèrmica a la vall del Rift africà.
A més, durant els seus primers anys, va treballar com a periodista. Els seus antecedents com a activista arrelen a la Women's Alliance, on va ser coorganitzadora de diverses conferències i esdeveniments, gestora de campanyes a les eleccions locals i nacionals per a aquesta organització, i va exercir la directora del Grup Parlamentari durant els seus anys, abans de casar-se i ser mare de tres filles.